# Laguna San Francisco
Laguna San Francisco är en sjö i Bolivia.   Den ligger i departementet La Paz, i den västra delen av landet, 500 km nordväst om huvudstaden Sucre. Laguna San Francisco ligger 4 863 meter över havet.
Trakten runt Laguna San Francisco består i huvudsak av gräsmarker. Runt Laguna San Francisco är det ganska glesbefolkat, med 42 invånare per kvadratkilometer.